# Bahnstrecke Framingham–Milford
| Streckenlänge: | 19,3 km              |                                   |                                   |
| Spurweite: | 1435 mm (Normalspur) |                                   |                                   |
| Zweigleisigkeit: | –                    |                                   |                                   |
| |                      |                                   |                                   |
| Gesellschaft: | CSX Transportation   |                                   |                                   |
| \| \| \| von Boston und Mansfield \| \| \| \| \| nach Lowell \| \| \| \| 0,0 \| Framingham MA (Keilbahnhof) \| Framingham MA (Keilbahnhof) \| \| \| \| nach Worcester \| \| \| \| \| MBS (Waverly Street) \| \| \| \| \| M&U (Hollis Street) \| \| \| \| \| South Yard (Güterbf.) \| \| \| \| \| Industrieanschluss General Motors \| \| \| \| \| Güterbahnhof \| \| \| \| 4,18 \| offizielles Streckenende \| offizielles Streckenende \| \| \| 4,2 \| Whitney's \| Whitney's \| \| \| 6,8 \| East Holliston MA \| East Holliston MA \| \| \| \| Industrieanschluss \| \| \| \| 8,7 \| Holliston MA \| Holliston MA \| \| \| 10,9 \| Industrieanschluss \| Industrieanschluss \| \| \| 11,4 \| Metcalf's \| Metcalf's \| \| \| 15,0 \| Braggville \| Braggville \| \| \| \| Interstate 495 \| \| \| \| 16,4 \| Rocky Hill \| Rocky Hill \| \| \| \| M&U (Medway Road) \| \| \| \| 19,3 \| Milford MA \| Milford MA \| \| \| \| von Ashland \| \| \| \| \| Güterbahnhof \| \| \| \| \| nach North Grafton und Franklin \| \| |                      |                                   |                                   |
| Abzweig geradeaus und von links |                      | von Boston und Mansfield          | von Boston und Mansfield          |
| Abzweig geradeaus und nach rechts |                      | nach Lowell                       | nach Lowell                       |
| Bahnhof | 0,0                  | Framingham MA (Keilbahnhof)       | Framingham MA (Keilbahnhof)       |
| Abzweig ehemals geradeaus, nach rechts und von rechts |                      | nach Worcester                    | nach Worcester                    |
| Kreuzung mit U-Bahn (Querstrecke außer Betrieb) |                      | MBS (Waverly Street)              | MBS (Waverly Street)              |
| Kreuzung mit U-Bahn (Querstrecke außer Betrieb) |                      | M&U (Hollis Street)               | M&U (Hollis Street)               |
| Dienststation / Betriebs- oder Güterbahnhof |                      | South Yard (Güterbf.)             | South Yard (Güterbf.)             |
| Abzweig geradeaus und von links |                      | Industrieanschluss General Motors | Industrieanschluss General Motors |
| Dienststation / Betriebs- oder Güterbahnhof |                      | Güterbahnhof                      | Güterbahnhof                      |
| | 4,18                 | offizielles Streckenende          | offizielles Streckenende          |
| Haltepunkt / Haltestelle (Strecke außer Betrieb) | 4,2                  | Whitney's                         | Whitney's                         |
| Bahnhof (Strecke außer Betrieb) | 6,8                  | East Holliston MA                 | East Holliston MA                 |
| Abzweig geradeaus und nach links (Strecke außer Betrieb) |                      | Industrieanschluss                | Industrieanschluss                |
| Bahnhof (Strecke außer Betrieb) | 8,7                  | Holliston MA                      | Holliston MA                      |
| Abzweig geradeaus und nach links (Strecke außer Betrieb) | 10,9                 | Industrieanschluss                | Industrieanschluss                |
| Haltepunkt / Haltestelle (Strecke außer Betrieb) | 11,4                 | Metcalf's                         | Metcalf's                         |
| Bahnhof (Strecke außer Betrieb) | 15,0                 | Braggville                        | Braggville                        |
| Strecke mit Straßenbrücke (Strecke außer Betrieb) |                      | Interstate 495                    | Interstate 495                    |
| Haltepunkt / Haltestelle (Strecke außer Betrieb) | 16,4                 | Rocky Hill                        | Rocky Hill                        |
| Kreuzung mit U-Bahn (Strecken außer Betrieb) |                      | M&U (Medway Road)                 | M&U (Medway Road)                 |
| Bahnhof (Strecke außer Betrieb) | 19,3                 | Milford MA                        | Milford MA                        |
| Abzweig geradeaus und von rechts (Strecke außer Betrieb) |                      | von Ashland                       | von Ashland                       |
| Betriebs-/Güterbahnhof Strecke bis hier außer Betrieb |                      | Güterbahnhof                      | Güterbahnhof                      |
| Abzweig geradeaus und ehemals nach rechts |                      | nach North Grafton und Franklin   | nach North Grafton und Franklin   |

Die Bahnstrecke Framingham–Milford ist eine eingleisige, teilweise stillgelegte Eisenbahnstrecke in Massachusetts (Vereinigte Staaten). Sie ist 19 Kilometer lang und verbindet die Städte Framingham, Holliston und Milford. In Betrieb ist nur noch der 4,18 Kilometer lange Abschnitt vom Bahnhof Framingham bis zum früheren Haltepunkt Whitney's, einschließlich des Güteranschlusses der General Motors Werke am südlichen Stadtrand von Framingham, der ausschließlich im Güterverkehr durch die CSX Transportation befahren wird. Der übrige Streckenabschnitt ist stillgelegt und wird als Rad- und Wanderweg genutzt.

## Geschichte
Die Boston and Worcester Railroad eröffnete 1848 die Zweigstrecke von ihrer Hauptstrecke nach Milford. 1867 fusionierte die Boston&Worcester mit anderen Gesellschaften zur Boston and Albany Railroad, die auch die Zweigstrecke nach Milford übernahm und fortan betrieb. Mit der Übernahme der Boston&Albany 1900 durch die New York Central and Hudson River Railroad (später New York Central Railroad) änderte sich zunächst nur der Eigentümer, die Betriebsführung blieb bei der Boston&Albany.
Der Personenverkehr wurde 1959 eingestellt und 1968 erfolgte die Fusion der Boston&Albany in das Penn-Central-System. Der neue Eigentümer legte den südlichen Abschnitt von Metcalfs bis Milford 1972 still. Ab 1976 betrieb das Nachfolgeunternehmen Conrail die Strecke. Sie stellte 1987 den Güterverkehr zwischen East Holliston und einem Industrieanschluss am Streckenkilometer 10,90 kurz vor Metcalf's ein. Im Rahmen der Conrail-Übernahme ging die Strecke 1999 in den Besitz der CSX Transportation über, die sie jedoch nur noch bis zum General-Motors-Werk befuhr. Der Abschnitt von Streckenmeile 2,60 (km 4,18), am früheren Haltepunkt Whitney's, bis Metcalf's wurde daher am 1. September 2001 offiziell stillgelegt und in den folgenden Jahren bauten die beteiligten Gemeinden einen Rad- und Wanderweg, den „Upper Charles Rail Trail“ auf der Strecke zwischen der Washington Street in East Hollister und der Medway Road in Milford.

## Streckenbeschreibung
Die Strecke zweigt in einem ehemaligen Gleisdreieck am Bahnhof Framingham aus der Hauptstrecke Boston–Worcester ab. Von dem Gleisdreieck ist nur noch der westliche Flügel, also die Verbindungskurve in Richtung Worcester, erhalten. Vom Bahnhof Framingham aus verläuft die Strecke südwärts und erreicht kurz darauf den Güterbahnhof South Yard. Wenige hundert Meter weiter mündet das Anschlussgleis der General-Motors-Werke ein und ein weiterer mehrgleisiger Güterbahnhof schließt sich an. Das Streckengleis liegt von hier bis zum früheren Haltepunkt Whitney's noch, wird aber nicht genutzt. Die nunmehr stillgelegte Strecke führt weiter südwärts durch ein Waldgebiet und biegt in East Holliston nach Südwesten ab. Ab dem früheren Bahnübergang Washington Street wird die Trasse durch den bereits erwähnten Upper Charles Rail Trail genutzt. Mehrere Industrieanschlussgleise zweigten von der Strecke in Hollister und nahe dem früheren Bahnhof Metcalf's ab.
Die Strecke vollführt nun eine großzügige S-Kurve und hatte in Braggville, einem Stadtteil von Holliston einen weiteren Bahnhof. Kurz darauf überquert sie die Stadtgrenze zu Milford und unterquert die Interstate 495. An der Medway Road, im Osten der Stadt, endet der Rail Trail und die stillgelegte Bahntrasse führt durch die Bebauung bis zum Bahnhof Milford. Einige Teile der Trasse sind inzwischen in Grundstücken der Anlieger aufgegangen und wurden überbaut. Das Ensemble des Bahnhofs bestand aus zwei nebeneinander liegenden Bahnstationen, nämlich dem Endbahnhof der Strecke von Framingham und dem Durchgangsbahnhof an der Bahnstrecke Franklin–Ashland, die jedoch von einer anderen Bahngesellschaft betrieben wurde. Südlich der Central Street mündete die Strecke dann in diese Bahnstrecke ein.

## Personenverkehr
1869 genügten drei Zugpaare, um das Fahrgastaufkommen zu bewältigen. 1901, nach der Übernahme durch die New York Central, wurden werktags fünf und sonntags ein Zugpaar angeboten. Die Züge fuhren von Framingham nach Milford. In Richtung Boston musste in Framingham umgestiegen werden. 1945 verkehrten auf der Strecke noch vier werktägliche Zugpaare, von denen montags bis freitags drei, samstags zwei, von und nach Boston verkehrten. 1959 endete der Personenverkehr auf der Strecke.